# Генрі Дарджер
Ге́нрі Да́рджер (англ. Henry Darger, 12 квітня 1892 — 13 квітня 1973) — американський художник-ілюстратор і письменник, представник ар брют, котрий став відомий як такий вже після смерті. Найбільше знаний за власною 15-итомною книгою «Історія дівчат Вівіана, в тому, що відоме як Царства Нереального, про гландеко-ангеліанінську бурю війни, викликану повстанням дітей проти рабства» (англ. The Story of the Vivian Girls, in What is Known as the Realms of the Unreal, of the Glandeco-Angelinian War Storm, Caused by the Child Slave Rebellion), яка є одним з найвизначніших творів аутсайдерського мистецтва та вважається найдовшим романом в історії.

## Біографія
Народився 12 квітня 1892 року в Чикаго, Іллінойс, в сім'ї Рози Фуррман та Генрі Дарджера. Мати Дарджера померла, коли йому було 4 роки, після народження дочки, яку Генрі ніколи не бачив, оскільки її віддали в іншу сім'ю. Після смерті матері маленький Генрі жив з батьком. У 1900 році важко хворий батько Дарджера був поміщений в католицьку місію, де й помер 1905 року. Генрі в результаті потрапив до католицького притулку для хлопчиків міста Лінкольн (штат Іллінойс). Там Дарджера визнали душевно хворим та поставили діагноз, відповідно до медичних уявлень того часу, «мастурбація».
Не витримавши життя в притулку, в 1908 році шістнадцятирічний Дарджер втік звідти. Подолавши 260 км, він повернувся до Чикаго до хресної матері, де влаштувався на низькооплачувану роботу в католицькій лікарні, в якій пропрацював до 1963 року, доглядаючи за хворими, і прибиральником.
В 1930 році поселився в районі Лінкольн-парку, де жив до самої смерті. Дарджер вів самітницьке життя, спілкуючись з єдиним другом Вільямом Шодлером. У 1972 році Дарджер захворів і був поміщений у лікарню. Сусід (і власник будинку), фотограф, дизайнер і викладач Натан Лернер, який тоді навідався в його кімнату, виявив власноруч написану і проілюстровану Дарджером книгу. Книга складається з 15-и томів, що разом налічують 15143 сторінки.
Згодом було знайдено його щоденник, останній запис в якому від 1 січня 1971 описував відчуття Дарджера щодо Різдва і Нового року, які він назвав найгіршими за всі роки. Помер Генрі Дарджер 17 квітня 1973 року. Похований на кладовищі Всіх святих в Дес-Плейнс.

## Творчість

### In the Realms of the Unreal
«The Story of the Vivian Girls, in What is Known as the Realms of the Unreal, of the Glandeco-Angelinian War Storm, Caused by the Child Slave Rebellio», також відома під скороченою назвою як «У царстві нереального» (In the Realms of the Unreal) чи неофіційно «Історія дівчат Вівіана», описує вигаданий світ, де існує планета, навколо якої обертається наша Земля. Сюжет обертається навколо семи дочок Роберта Вівіана з християнської країни Еббіенія. Вони беруть участь в повстанні проти загарбників Гланделеніанів з їхнім лідером Джоном Менлі. Крім людей також фігурують чарівні істоти, подібні на людей з крилами метеликів і рогами — бленгіни, здатні набувати і повністю людського вигляду.
В ілюстраціях Дарджер використовував акварель, кольорові олівці і вирізки з журналів. Не маючи художньої освіти, автор обмальовував ілюстрації, які знаходив в газетах і журналах. «Історія дівчат Вівіана» вважається найдовшим романом з усіх коли-небудь написаних з використанням латинського алфавіту.
Попри зображуваний казковий світ, в романі присутні зображення оголених дітей, їх поневолення, катування і страти. Хоча книга завершується перемогою Еббіенії над Гланделіанами, вона має і альтернативний фінал, де Гланделіани збирають армію та завдають нищівного удару.
Повний текст книги через свій обсяг досі не виданий, проте існують скорочені перекази.

### Crazy House: Further Adventures in Chicago
Друга художня книга Генрі Дарджера, об'ємом понад 10 тисяч сторінок рукописного тексту. Описує пригоди тих самих сімох сестер, що й попередня книга, але події розгортаються в Чикаго. Розпочата в 1939 році, ця історія розповідає про будинок, наповнений демонами і привидами. В ньому зникають діти, яких потім знаходять жорстоко вбитими. Дівчатка Вівіана вирушають туди в компанії друга та очищають будинок, проводячи в кожній з кімнат месу. Вони виконують це кілька разів, але марно. Оповідь закінчується сценою, де сам Дарджер рятується з проклятого будинку.

### The History of my Life
Автобіографія Дарджера, яку він почав писати в 1968 році. Налічує 8 томів, загальним обсягом 5084 сторінки. При цьому 4672 сторінки присвячено опису подій, пов'язаних з вигаданим торнадо «Солодкий пиріг», яке автор нібито спостерігав в 1908 році.

## Вплив
Після смерті в 1973 році і роботи Натана Лернера з популяризації творчості Генрі Дарджера, посилання на роботи Дарджера з'явилися в інших митців. В 1999 році вийшла поема «Дівоча біганина» Джона Ешбері за мотивами «Дівчат Вівіана». В 2004 мультимедійна частина хореографії Пета Грані включала малюнки Дарджера. Роман Джессі Келлерман роман «Genius» (2008) був натхненний працями Дарджера.
В 2004 році вийшов документальний фільм Джесіки Юй «In the Realms of the Unreal», що розповідає про життя і творчість Генрі Дарджера.
Нині роботи Генрі Дарджера виставлені в Музеї сучасного мистецтва в Нью-Йорку, Американському музеї народного мистецтва, Художньому інституті Чикаго, Музеї сучасного мистецтва Чикаго, Музеї мистецтва Нового Орленану та багатьох інших.